# Kociołki (Dubeninki)
Kociołki (deutsch Langensee, bis 1910 Kotziolken) ist ein kleines Dorf im Nordosten der polnischen Woiwodschaft Ermland-Masuren. Es gehört zur Landgemeinde Dubeninki (Dubeningken, 1938 bis 1945 Dubeningen) im Kreis Gołdap (Goldap).

## Geographische Lage
Kociołki liegt östlich der Kreisstadt Gołdap (Goldap) am Jezioro Kociołek sowie am Nordwestufer des Jezioro Czarne (Czarner/Scharner See). Die Rominter Heide (polnisch: Puszcza Romincka) beginnt nur wenige hundert Meter weiter nördlich.

## Geschichte
Das kleine einst Langensee genannte Gutsdorf erlebte im Jahre 1556 seine Gründung unter dem Namen Gotzselka. In den folgenden Jahrhunderten nannte man den Ort Kodzolcken (vor 1740), Kiotscholcken (vor 1780), Katalischken (vor 1785), Kotziollken (nach 1785) sowie Kotziolken (bis 1910). Am 2. Februar 1910 wurde das Dorf offiziell in Langensee umbenannt.
Bereits im Jahr 1874 wurde das Dorf in den damals neu errichteten Amtsbezirk Rogainen eingegliedert. Er gehörte bis 1945 zum Kreis Goldap im Regierungsbezirk Gumbinnen der preußischen Provinz Ostpreußen.
In Langensee waren im Jahr 1910 98 Einwohner gemeldet. Ihre Zahl stieg bis 1933 auf 160 und belief sich 1939 bereits auf 170.
In Kriegsfolge kam Langensee im Jahre 1945 mit dem gesamten südlichen Ostpreußen zu Polen und heißt seither „Kociołki“. Das kleine Dorf ist eine Ortschaft im Verbund der Gmina Dubeninki im Powiat Gołdapski. Es gehörte zwischen 1975 und 1998 zur Woiwodschaft Suwałki und ist seitdem Teil der Woiwodschaft Ermland-Masuren.

## Religionen
Die Bevölkerung Langensees war vor 1945 fast ausnahmslos evangelischer Konfession. Das Dorf war in das Kirchspiel der Kirche Dubeningken eingepfarrt, die zum Kirchenkreis Goldap in der Kirchenprovinz Ostpreußen der Kirche der Altpreußischen Union gehörte. Die Pfarrkirche der wenigen Katholiken war die in Goldap im Bistum Ermland.
Nach 1945 haben sich die kirchlichen Verhältnisse in Kociołki umgekehrt: der überwiegende Teil der Einwohnerschaft ist katholisch und nutzt jetzt die einst evangelische Kirche in Dubeninki als ihre Pfarrkirche. Sie ist Teil des Dekanats Filipów im Bistum Ełk (Lyck) der Katholischen Kirche in Polen. Die nur wenigen evangelischen Kirchenglieder gehören zur Kirchengemeinde in Gołdap, einer Filialgemeinde der Pfarrei in Suwałki in der Diözese Masuren der Evangelisch-lutherischen Kirche in Polen.

## Verkehr
Kociołki liegt elf Kilometer von der Kreisstadt Gołdap entfernt und ist verkehrsgünstig über die Woiwodschaftsstraße DW 651 im Abzweig Pluszkiejmy (Plautzkehmen, 1938 bis 1945 Engern (Ostpr.)) zu erreichen: führt von hier doch ein Landweg – an ihm liegt der Ort – in Richtung Czarne (Czarnen, 1938 bis 1945 Scharnen). 
Bis 1945 war Meschkrupchen (1938 bis 1945 Meschen) die nächste Bahnstation. Sie lag an der auch „Kaiserbahn“ genannten Bahnstrecke Goldap–Szittkehmen/Wehrkirchen, die kriegsbedingt außer Betrieb gesetzt worden ist.